# 詩ちづる
詩 ちづる（うた ちづる、3月9日 - ）は、宝塚歌劇団星組に所属する娘役。星組トップ娘役。
北海道札幌市、藤女子高等学校出身。身長160cm。愛称は「うたち」、「はるな」、「つちこ」。

## 来歴
2017年、宝塚音楽学校入学。
2019年、音楽学校卒業後、宝塚歌劇団に105期生として入団。入団時の成績は3番。宙組公演「オーシャンズ11」で初舞台。その後、月組に配属。
2021年11月4日付で星組へと組替え。
2022年の「めぐり会いは再び next generation」で新人公演初ヒロイン。
2023年の「Le Rouge et le Noir」（ドラマシティ・日本青年館公演）で、有沙瞳と東上公演ダブルヒロイン。トップスター・礼真琴の相手役を演じる。続く「1789」で2度目の新人公演ヒロインを務め、初のエトワールに抜擢。続く「My Last Joke」でバウホール公演初ヒロイン。
2024年の「BIG FISH」（東急シアターオーブ公演）で、小桜ほのかと東上公演ダブルヒロイン。再びトップ・礼真琴の相手役を務める。
2025年の「にぎたつの海に月出づ」で2度目のバウホール公演ヒロイン。
2025年8月11日付で、星組トップ娘役に就任。暁千星の相手役として、9月27日からの全国ツアー「ダンサ セレナータ／Tiara Azul －Destino－ II」が新トップコンビとしてのお披露目公演となる。

## 主な舞台

### 初舞台
- 2019年4 - 5月、宙組『オーシャンズ11』（宝塚大劇場のみ）

### 月組時代
- 2019年10 - 12月、『I AM FROM AUSTRIA-故郷（ふるさと）は甘き調（しら）べ-』 - 新人公演：シュティーグル（本役：きよら羽龍）
- 2020年2月、『出島小宇宙戦争』（ドラマシティ・東京建物 Brillia HALL） - セレネ
- 2020年9 - 2021年1月、『WELCOME TO TAKARAZUKA-雪と月と花と-』『ピガール狂騒曲』 - ヴィヴィアーヌ[注釈 2]
- 2021年2 - 3月、『ダル・レークの恋』（TBS赤坂ACTシアター・ドラマシティ） - ビーナ
- 2021年5 - 8月、『桜嵐記（おうらんき）』 - 楠木正時（少年）、新人公演：祝子（本役：蘭世惠翔）『Dream Chaser』
- 2021年10 - 11月、『川霧の橋』 - お秋／芸妓『Dream Chaser-新たな夢へ-』（博多座）

### 星組時代
- 2022年2月、『ザ・ジェントル・ライアー〜英国的、紳士と淑女のゲーム〜』（KAAT神奈川芸術劇場） - メイベル・チルターン
- 2022年4 - 5月、『めぐり会いは再び next generation-真夜中の依頼人（ミッドナイト・ガールフレンド）-』 - ポルックス『Gran Cantante（グラン カンタンテ）!!』（宝塚大劇場）[注釈 1]
- 2022年6 - 7月、『めぐり会いは再び next generation-真夜中の依頼人（ミッドナイト・ガールフレンド）-』 - ポルックス、新人公演：アンジェリーク（本役：舞空瞳）『Gran Cantante（グラン カンタンテ）!!』（東京宝塚劇場） 新人公演初ヒロイン[2]
- 2022年9月、『モンテ・クリスト伯』 - エデ姫『Gran Cantante（グラン カンタンテ）!!』（全国ツアー）[2]
- 2022年11 - 2023年2月、『ディミトリ〜曙光に散る、紫の花〜』 - シブルズネ、新人公演：カティア（本役：水乃ゆり）『JAGUAR BEAT-ジャガービート-』 - カゲソロ
- 2023年3 - 4月、『Le Rouge et le Noir〜赤と黒〜』（ドラマシティ・日本青年館） - マチルド・ド・ラ・モール[5][6]
- 2023年6 - 7月、『1789-バスティーユの恋人たち-』（宝塚大劇場） - リュシル 初エトワール[注釈 1][7]
- 2023年7 - 8月、『1789-バスティーユの恋人たち-』（東京宝塚劇場） - リュシル、新人公演：オランプ・デュ・ピュジェ（本役：舞空瞳） 新人公演ヒロイン[7]
- 2023年10月、『My Last Joke-虚構に生きる-』（バウホール） - ヴァージニア・クレム バウ初ヒロイン[6][8]
- 2024年1 - 2月、『RRR×TAKA"R"AZUKA〜√Bheem〜（アールアールアール バイ タカラヅカ〜ルートビーム〜）』 - シータ『VIOLETOPIA（ヴィオレトピア）』（宝塚大劇場）
- 2024年2 - 4月、『RRR×TAKA"R"AZUKA〜√Bheem〜（アールアールアール バイ タカラヅカ〜ルートビーム〜）』 - シータ、新人公演：SINGERRR女（本役：都優奈）『VIOLETOPIA（ヴィオレトピア）』（東京宝塚劇場）
- 2024年5 - 6月、『BIG FISH（ビッグ・フィッシュ）』（東急シアターオーブ） - サンドラ（若かりし頃）[9]
- 2024年8 - 12月、『記憶にございません!』 - 番場のぞみ、新人公演：寿賀さん（本役：白妙なつ）『Tiara Azul-Destino-（ティアラ・アスール ディスティーノ）』[12]
- 2025年1 - 2月、『にぎたつの海に月出づ』（バウホール） - 寶皇女 バウヒロイン
- 2025年4 - 8月、『阿修羅城の瞳』 - 桜姫、新人公演：闇のつばき（本役：暁千星）『エスペラント！』 新人公演ヒロイン

### 星組トップ娘役時代
- 2025年9 - 10月、『ダンサ セレナータ』 - モニカ『Tiara Azul －Destino－ II』（全国ツアー）トップお披露目公演[10][11]
- 2026年1 - 4月、『恋する天動説』『DYNAMIC NOVA』大劇場トップお披露目公演[13]

## 出演イベント
- 2019年7月、『宝塚巴里祭2019』[注釈 3][14]

## 広告
- 2023年 - 、『ヒガシマル醤油』

## 受賞歴
- 2024年、『宝塚歌劇団年度賞』 - 2023年度新人賞[15]